# Tourco huppé
Rhinocrypta lanceolata
Genre
Espèce
Statut de conservation UICN

 LC  : Préoccupation mineure
Synonymes
- Rhinomya lanceolata (Protonyme)

Répartition géographique
Le Tourco huppé (Rhinocrypta lanceolata) est une espèce de passereaux de la famille des Rhinocryptidae.

## Liste des sous-espèces
- Rhinocrypta lanceolata saturata Brodkorb, 1939 — sud-est de la Bolivie et ouest du Paraguay ;
- Rhinocrypta lanceolata lanceolata (Geoffroy Saint-Hilaire, 1832) — Argentine.